# Hobie Billingsley
Hobie Billingsley é um campeão americano de saltos ornamentais e homenageado do Salão da Fama Internacional da Natação. Considerado um dos destaques de sua carreira foi durante as Olimpíadas de 1996 em Atlanta, quando Billingsley foi homenageado por seu país com a oportunidade de realizar Juramento do juiz, proclamando: "Em nome de todos os juízes e funcionários, eu prometo que nós devemos arbitrar nestes Jogos Olímpicos, com toda a imparcialidade, respeitando e cumprindo as regras que regem o verdadeiro espírito de desportivismo ".